# Región Metropolitana del Valle del Paraíba y Litoral Norte
La Región Metropolitana de Vale do Paraíba e Litoral Norte o RMVale, creada por la ley estatal complementaria 1166, de 9 de enero de 2012, es una de las seis regiones metropolitanas del estado de São Paulo y pertenece a la Macrometrópolis de São Paulo. Está formado por la unión de 39 municipios agrupados en cinco subregiones. Comprende los mismos municipios de la Mesorregión Paulista del Vale do Paraíba y tiene como ciudad anfitriona a São José dos Campos.

## Municipios

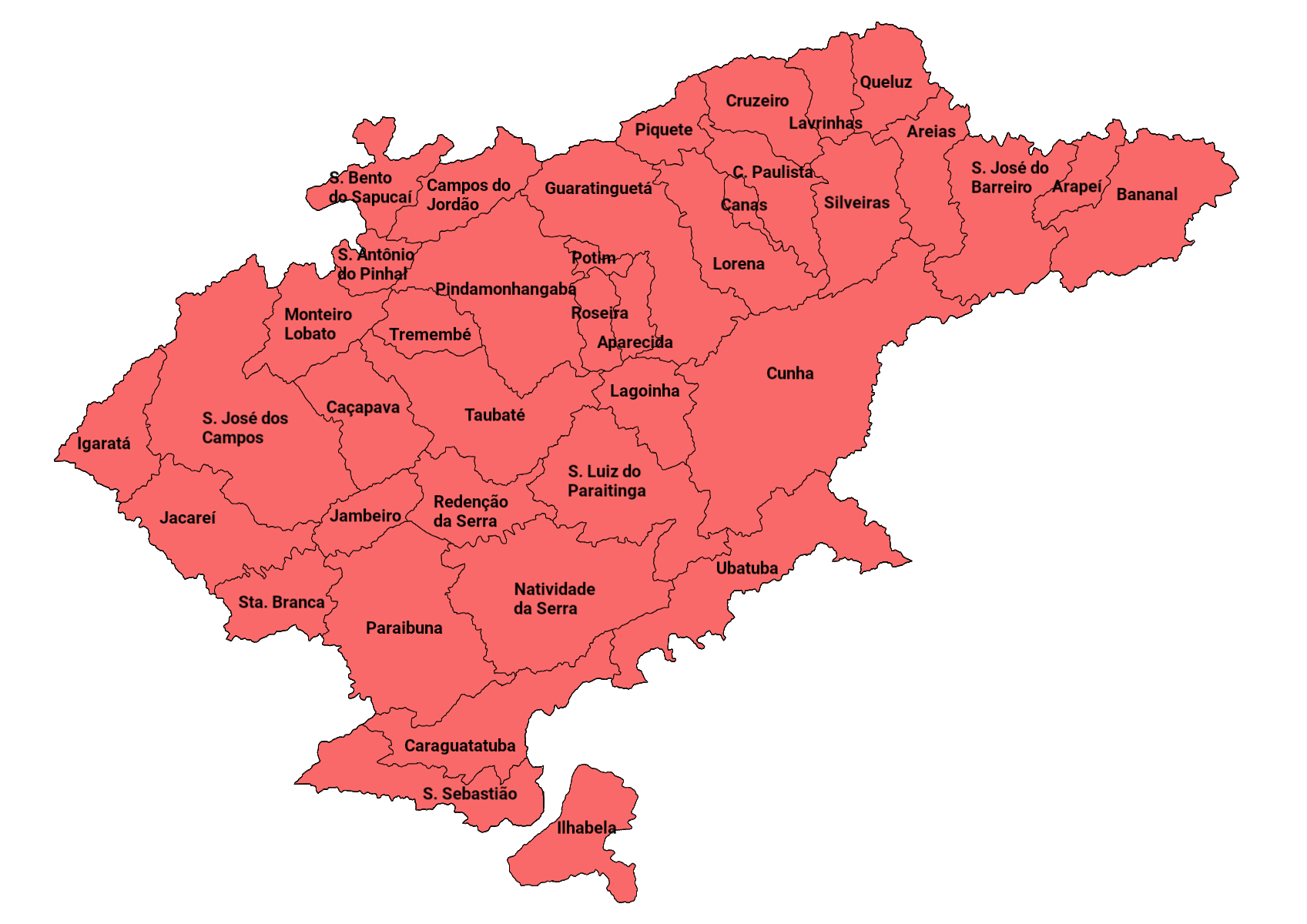
Los municipios cubiertos por la RMVale.

La Región Metropolitana del Valle del Paraíba y Litoral Norte está constituida por 39 municipios.
| Municipio               | Área (km²) | Población (2021) | PIB (Millones)(2011) | IDH-M (2010) | Subregión           |
| ----------------------- | ---------- | ---------------- | -------------------- | ------------ | ------------------- |
| Aparecida               | 121,08     | 36.211           | 484,74               | 0,755        | Guaratinguetá       |
| Arapeí                  | 156,90     | 2.452            | 30,97                | 0,680        | Cruzeiro            |
| Areias                  | 305,23     | 3.906            | 40,00                | 0,697        | Cruzeiro            |
| Bananal                 | 616,43     | 11.039           | 113,00               | 0,758        | Cruzeiro            |
| Caçapava                | 368,99     | 95.752           | 2.512,40             | 0,788        | São José dos Campos |
| Cachoeira Paulista      | 287,99     | 33.827           | 414,73               | 0,794        | Guaratinguetá       |
| Campos do Jordão        | 290,30     | 52.713           | 644,40               | 0,749        | Taubaté             |
| Canas                   | 53,26      | 5.268            | 44,52                | 0,753        | Guaratinguetá       |
| Caraguatatuba           | 484,94     | 125.194          | 1549,91              | 0,759        | Litoral Norte       |
| Cruzeiro                | 305,70     | 82.895           | 1343,76              | 0,788        | Cruzeiro            |
| Cunha                   | 1.407,25   | 21.373           | 173,72               | 0,733        | Guaratinguetá       |
| Guaratinguetá           | 752,63     | 123.192          | 2.221,38             | 0,798        | Guaratinguetá       |
| Igaratá                 | 292,95     | 9.631            | 127,42               | 0,764        | São José dos Campos |
| Ilhabela                | 346,38     | 36.194           | 355,69               | 0,756        | Litoral Norte       |
| Jacareí                 | 464,27     | 237.119          | 5729,98              | 0,777        | São José dos Campos |
| Jambeiro                | 184,41     | 6.828            | 890,68               | 0,779        | São José dos Campos |
| Lagoinha                | 255,47     | 4.882            | 64,85                | 0,752        | Taubaté             |
| Lavrinhas               | 167,06     | 7.361            | 67,52                | 0,768        | Cruzeiro            |
| Lorena                  | 414,16     | 89.532           | 1440,10              | 0,766        | Guaratinguetá       |
| Monteiro Lobato         | 332,74     | 4.739            | 46,38                | 0,755        | São José dos Campos |
| Natividade da Serra     | 833,37     | 6.642            | 64,06                | 0,733        | Taubaté             |
| Paraibuna               | 809,57     | 18.302           | 196,69               | 0,771        | São José dos Campos |
| Pindamonhangaba         | 730,20     | 171.885          | 3781,68              | 0,773        | Taubaté             |
| Piquete                 | 175,99     | 13.495           | 128,85               | 0,757        | Guaratinguetá       |
| Potim                   | 44,46      | 25.603           | 157,98               | 0,697        | Guaratinguetá       |
| Queluz                  | 249,39     | 13.788           | 104,93               | 0,766        | Cruzeiro            |
| Redenção da Serra       | 309,44     | 3.827            | 48,43                | 0,736        | Taubaté             |
| Roseira                 | 130,65     | 10.888           | 294,36               | 0,777        | Guaratinguetá       |
| Santa Branca            | 272,23     | 14.925           | 206,71               | 0,796        | São José dos Campos |
| Santo Antônio do Pinhal | 133,00     | 6.843            | 70,69                | 0,796        | Taubaté             |
| São Bento do Sapucaí    | 252,57     | 10.907           | 123,45               | 0,776        | Taubaté             |
| São José do Barreiro    | 570,68     | 4.141            | 48,39                | 0,727        | Cruzeiro            |
| São José dos Campos     | 1.099,40   | 737.310          | 25212,47             | 0,807        | São José dos Campos |
| São Luiz do Paraitinga  | 617,31     | 10.693           | 115,21               | 0,754        | Taubaté             |
| São Sebastião           | 402,39     | 91.637           | 2892,01              | 0,772        | Litoral Norte       |
| Silveiras               | 414,78     | 6.375            | 61,73                | 0,721        | Cruzeiro            |
| Taubaté                 | 625,00     | 320.820          | 9756,82              | 0,800        | Taubaté             |
| Tremembé                | 191,09     | 48.228           | 495,91               | 0,785        | Taubaté             |
| Ubatuba                 | 708,10     | 92.819           | 1094,02              | 0,751        | Litoral Norte       |

## Geografía
La RMVale compone 6,52% del área del estado de Sao Paulo, que equivalen a 16.178 km². Está formado por 39 municipios, que se dividen en 5 subregiones.

## Demografía
La región hoy tiene cerca de 2,6 millones de habitantes, y generó el 4,8% del PIB paulista.

## Economía

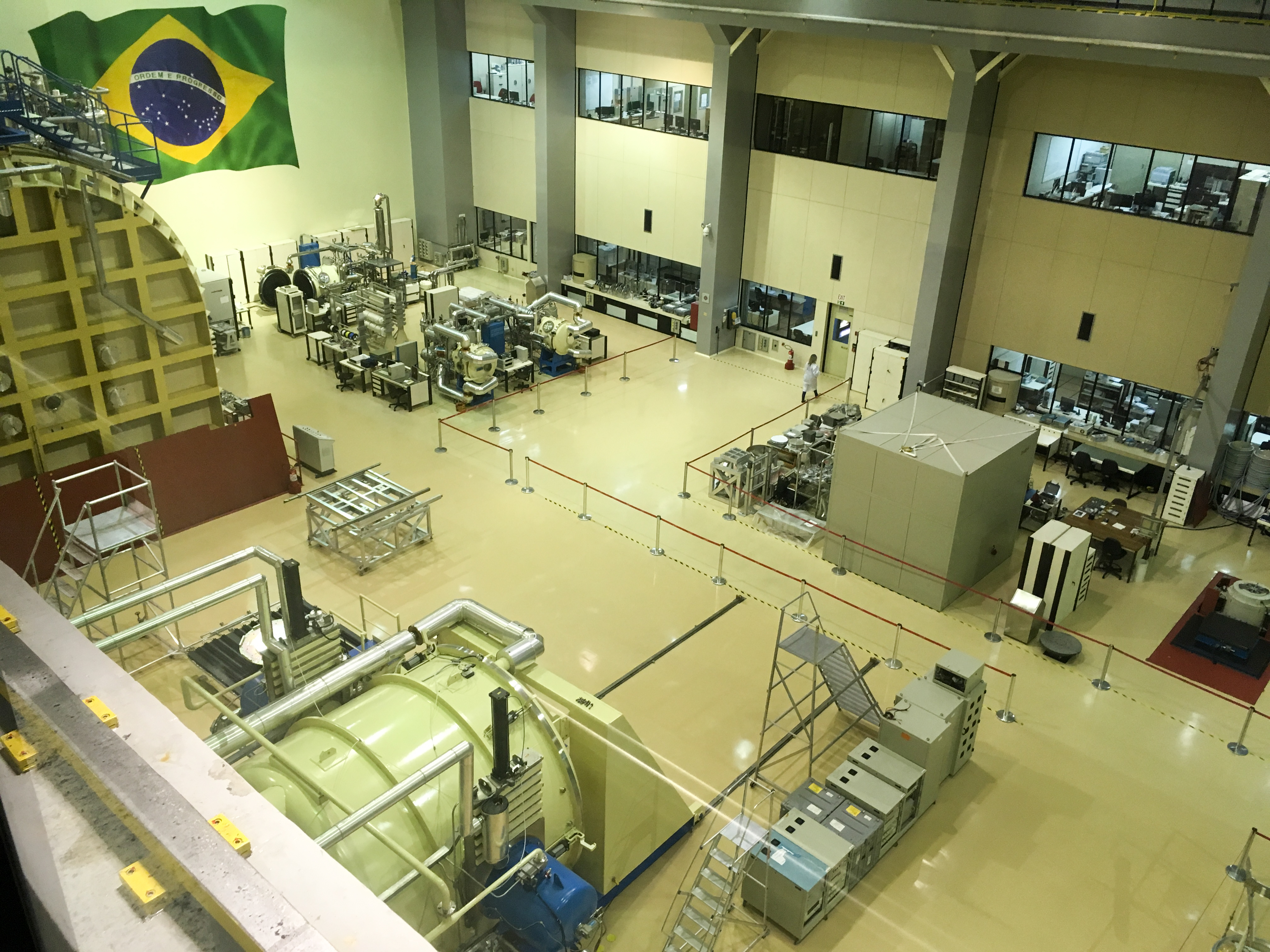
Sede del INPE, en São José dos Campos.

Grande centro urbano nacional, cuenta con un amplio polo industrial, automovilístico e mecánico. Entre las principales instituciones y empresas allí radicadas, destacan DCTA, Inpe, Cemaden, Embraer, Ambev, General Motors, Ford, Yakult, Petrobras, Volkswagen, Panasonic, LG, Johnson & Johnson, Avibras, Comil, BASF, Liebherr, Iochpe-Maxion, Nestlé e Ball Corporation. También es un Centro Regional de comercio y servicios; con la presencia de universidades como EEAR, FATEC, FCN, ANHANGUERA, FUNVIC, IFSP, ITA, SENAI, UNESP, UNIFATEA, UNIFESP, UNIP, UNISAL, UNITAU, UNIVAP e USP.
O PIB (Produto Interno Bruto) de RMVale tuvo un crecimiento considerable, del 42% en el segundo trimestre de 2021, esto en comparación con el año 2020.

## Infraestrutura

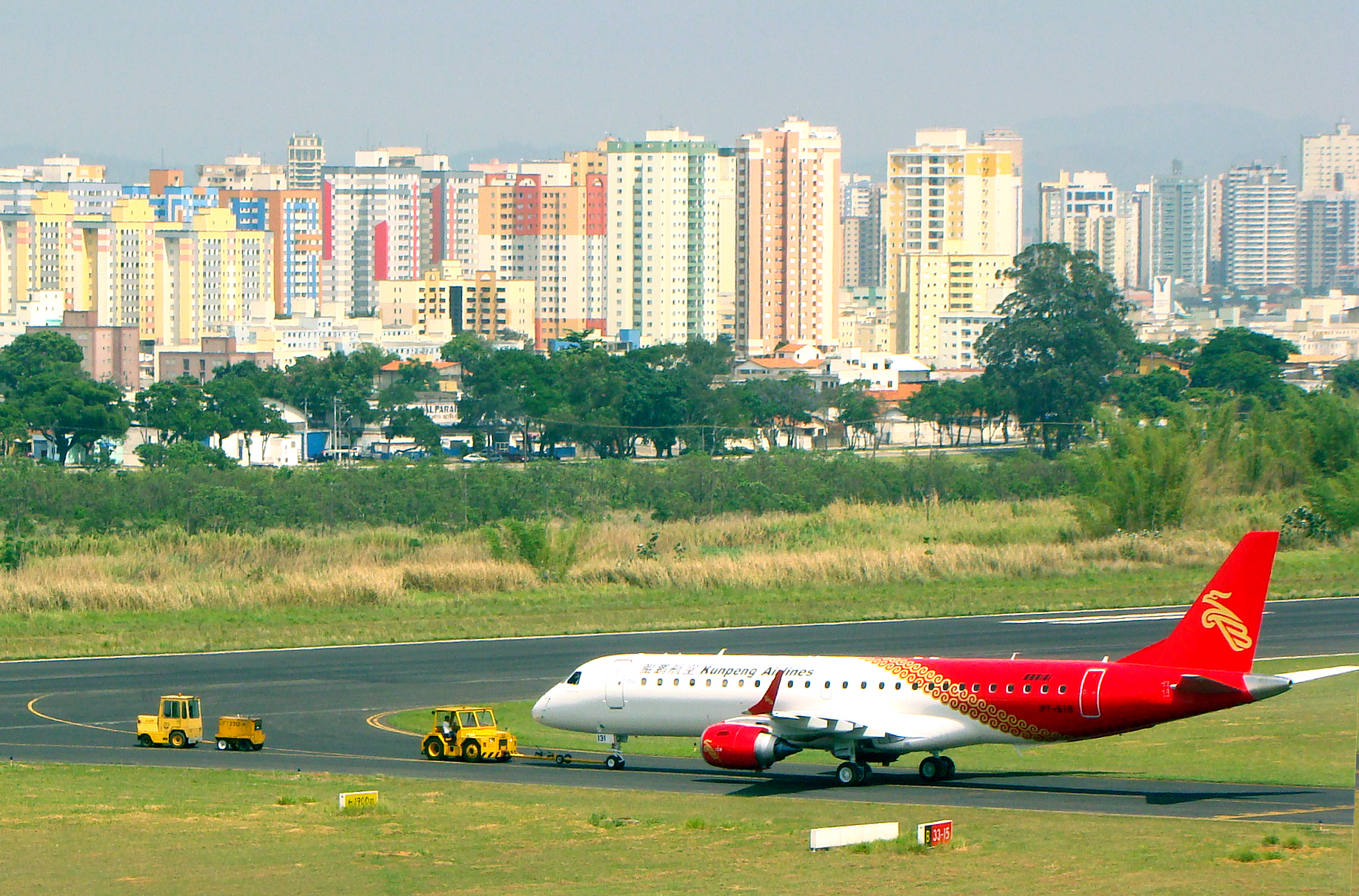
Aeropuerto de San José Dos Campos.

### Transportes
Hay varias carreteras en la RMVale, entre ellas destacan:
Carretera Presidente Dutra, Carretera Ayrton Senna e Carretera Carvalho Pinto. Algunas otras carreteras:
- Carretera Oswaldo Cruz
- Carretera Río-Santos
- Carretera dos Tamoios
- Carretera Floriano Rodrigues Pinheiro